# Джврисхеви
Джврисхеви (груз. ჯვრისხევი) — село в Грузии, на территории Тетрицкаройского муниципалитета края (мхаре) Квемо-Картли.

## География
Село находится в юго-восточной части Грузии, к югу от реки Алгети, на расстоянии приблизительно 18 километров (по прямой) к северо-западу от города Тетри-Цкаро, административного центра муниципалитета. Абсолютная высота — 1372 метра над уровнем моря.

## Население
По результатам официальной переписи населения 2014 года в Джврисхеви проживало 3 человека (2 мужчины и 1 женщина). В национальной структуре населения грузины составляли 100 %.
| Год  | Население, человек |
| ---- | ------------------ |
| 2002 | 17                 |
| 2014 | ↘ 3                |